# I Will Never Let You Down
"I Will Never Let You Down" é uma canção da cantora Rita Ora  . Foi lançada digitalmente em 31 de março de 2014 na iTunes Store.

## Antecedentes
Em 30 de janeiro de 2014, Ora anunciou que seu próximo single seria chamado "I Will Never Let You Down" e que contaria com a participação de Calvin Harris. Em 14 de março seguinte, a artista revelou a capa para o trabalho em suas redes sociais Twitter e Instagram.

## Faixas e formatos
| Download digital |                             |         |  |
| N.º              | Título                      | Duração |  |
| 1.               | "I Will Never Let You Down" | 3:23    |  |

## Desempenho nas paradas musicais
| Tabela musical (2014)                          | Melhor posição |
| ---------------------------------------------- | -------------- |
| O campo songid é OBRIGATÓRIO PARA PARADA ALEMÃ | 23             |
| Austrália (ARIA)                               | 5              |
| Áustria (Ö3 Austria Top 75)                    | 15             |
| Bélgica (Ultratip Bubbling Under de Flandres)  | 12             |
| Bélgica (Ultratop 50 da Valônia)               | 17             |
| Canadá (Canadian Hot 100)                      | 79             |
| Eslováquia (Rádio Top 100)                     | 23             |
| Estados Unidos (Billboard Hot 100)             | 77             |
| Estados Unidos (Billboard Mainstream Top 40)   | 22             |
| Estados Unidos (Billboard Dance Club Songs)    | 1              |
| Escócia (Scottish Singles Chart)               | 1              |
| França (SNEP)                                  | 146            |
| Irlanda (IRMA)                                 | 9              |
| Nova Zelândia - Recorded Music NZ              | 9              |
| Reino Unido (UK Singles Chart)                 | 1              |
| República Checa (Rádio Top 100)                | 74             |
| Suíça (Schweizer Hitparade)                    | 12             |

| País          | Provedor | Certificação |
| ------------- | -------- | ------------ |
| Austrália     | ARIA     | Platina      |
| Nova Zelândia | RIANZ    | Ouro         |
| Reino Unido   | BPI      | Prata        |

## Histórico de lançamento
| País           | Data                | Formato           | Gravadora                   |
| -------------- | ------------------- | ----------------- | --------------------------- |
| Brasil         | 31 de março de 2014 | Download digital  | Roc Nation Columbia Records |
| Canadá         | 31 de março de 2014 | Download digital  | Roc Nation Columbia Records |
| Estados Unidos | 31 de março de 2014 | Download digital  | Roc Nation Columbia Records |
| Irlanda        | 31 de março de 2014 | Download digital  | Roc Nation Columbia Records |
| Portugal       | 31 de março de 2014 | Download digital  | Roc Nation Columbia Records |
| Austrália      | 4 de abril de 2014  | Download digital  | Roc Nation Columbia Records |
| Nova Zelândia  | 4 de abril de 2014  | Download digital  | Roc Nation Columbia Records |
| Estados Unidos | 6 de maio de 2014   | Rádios mainstream | Roc Nation Columbia Records |
| Estados Unidos | 6 de maio de 2014   | Rádios rhythmic   | Roc Nation Columbia Records |
| Reino Unido    | 11 de maio de 2014  | Download digital  | Roc Nation Columbia Records |